# Cublà de cames roses
El cublà de cames roses (Dryoscopus angolensis) és un ocell de la família dels malaconòtids (Malaconotidae).

## Hàbitat i distribució
Habita boscos densos a les muntanyes del Camerun, Nigèria, República del Congo, terres baixes del sud-oest de la República Democràtica del Congo i nord d'Angola, est de Sudan del Sud, nord-est i est de la República Democràtica del Congo, Ruanda, oest d'Uganda, oest de Kenya i oest de Tanzània.